# Csonoplya
Csonoplya (szerbül Чонопља / Čonoplja, németül Tschonopel) település Szerbiában, Bácskában, Zombor községben.

## Fekvése
Zombortól 12 km-re keletre, Nemesmilitics és Kerény közt fekvő település.

## Története
Csonoplya nevét 1399-ben említették először Csomoklya néven.
A török időkben Chamokla néven, később pedig Csomokla, Csomoklia, Csomoklya, Csonopla, Szentfalva neveken említették.
1399-ben a Czobor család birtokaként a bácsi káptalan határjárásában merült fel először a neve.
1447-ben a bácsi káptalantól Pakai Balázs kapta meg a birtokot, mely előtte Péter vajda özvegyéé volt.
1479-ben Régi László leánya, Katalin és férje, Dénesfalvi Erdélyi Vitális a bácsi káptalan előtt 600 arany forintért Matucsinai Zsigmondnak adták el a birtokot.
1484-ben részben a Kisvárdaiaké volt, majd 1487-ben az Erdélyi család, valamint a Tamásfalvi Csukat család és az Ordódi család is jogot tartott a birtokra.
1496-ban az Erdélyi Vitális, Révai László és Vassadi Benedek birtoka volt a település.
1503-ban a Lévai Chech család birtoka volt, akitől Haraszti Ferenc kapta zálogba, aki 1506-ban a lekötött birtokokat Lévai Chech fiának, Vajdafi Zsigmondnak adta vissza.
1508-ban Haraszti Ferencet zálog címén Lévai Zsigmond összes birtokaiba bevezették.
1512-ben még a Révai családnak is volt itt birtoka. 1515-ben pedig az Aranyáni Révaiaknak is volt birtokrészük itt.
1515-ben Révai László halála után a királytól Révai László gyermekei nyertek új adományt Csomakla és Gyula pusztákra.
Az 1520. évi és az 1521. évi Bodrog vármegyei dézsmajegyzék is felemlíti Chomoklayát.
1560-ban, a török idők kezdetén, még a Lévai Chech család várához tartozott, de 1580–1581-ben már a zombori hász-birtokok (szultáni birtok) között szerepelt.
1721-ben csak pusztaként tartották számon, és 1747-ben is 42 magyar és bunyevác lakó található területén. 1747-ben telepítették újra leszerelt zombori bunyevác határőrök. 1786-ban Elzász-Lotaringia területéről és Koblenz vidékéről származó németeket (dunai svábokat), akiknek 119 házat emeltek. 1752-ben 24 család lakott a faluban, 23 bunyevác és egy magyar, Illés Miklós, aki Redl Ferenc 1752-es telepítési programja szerint elsőként érkezett a faluba.
A 19. század közepére már népes és gazdag falu lett. 1840-ben szabókból és takácsokból álló iparos céhei kaptak itt szabadalmat. A település a királyi kamara birtoka volt.
Az osztrák-magyar kiegyezés után, a megyerendezést követően a 20. század első két évtizedéig, a trianoni békeszerződésig, a Magyar Királyság Bács-Bodrog vármegyéjének Zombori járásához tartozott.
A vasút megnyitása 1906. december 21-én nagyban hozzájárult a falu gazdasági életének fejlődéséhez.
1910-ben 4539 lakosából 1592 magyar, 2240 német, 697 bunyevác volt.
A két háború között, az első Jugoszlávia idején kiegyenlített lélekszámban, békességben éltek együtt a falu háromnyelvű lakosai. 1940-ben 4879 ember élt Csonoplyán, etnikai hovatartozás szerint 2597 (53,23%) német, 1442 (29,56%) magyar, 721 (14,78%) horvát, 38 (0,78%) zsidó, 38 (0,78%) szerb, 2 (0,04%) szlovák, 2 (0,04%) orosz, 1 (0,02%) román, 3 (0,06%) egyéb szláv és 15 (0,31%) egyéb, nem szláv lakos volt.
1944. végén elmenekítették vagy elpusztították a település német lakosait. 1945. tavaszán a község köztiszteletben álló plébánosát, Haug Antal (1890–1945) főtisztelendő urat is letartóztatták, és a szávaszentdemeteri börtönbe/táborba hurcolták, napokig ütötték, verték, éheztették. Egyesek szerint agyonverték, mások szerint nem adtak neki enni, és nyolc napig tartó éheztetés után meghalt. A németek helyére a második világháború utáni években több mint 3000 boszniai szerb érkezett a településre, Slunj, Vrginmost és Cazin vidékéről. Megfogyatkoztak a magyarok is, és ma már a falu lakossága szerb többségű.

## Népesség

### Demográfiai változások
| 1948 | 1953 | 1961 | 1971 | 1981 | 1991 | 2002 | 2011 |
| ---- | ---- | ---- | ---- | ---- | ---- | ---- | ---- |
| 5733 | 5633 | 5546 | 5109 | 4749 | 4432 | 4359 | 3426 |

## Nevezetességek
- A Mindenszentek római katolikus templom, egy régi paticsfalú templom helyén épült 1819-ben
- A Kálvária a Telecskai-dombok lábánál, 1878-ban épült, s Bácska legszebb kálváriája a 14 stációval és a szoborral
- Az 1894-ben, Sarlós Boldogasszony tiszteletére, Csonoplya és Nemesmilitics közt emelt, kéttornyú fogadalmi kápolna, búcsújáróhely. Nagyobb Mária-ünnepeken magyar, bunyevác és német prédikációkat tartottak ott; a kápolna mögött van a szentkút (Vodica), ami korábban nyitott volt, az 1940-es években szivattyút szereltek rá. 1947-ben súlyosan megrongálták. 1957-ben Raible Ference plébános közadakozásból és magánvagyona egy részéből felújította a kápolnát. Azóta ismét szentmisét tartanak, Sarlós Boldogasszonykor pedig búcsút.[7]